# Betaine

Cấu trúc hóa học của trimethylglycine

Betaine (Trimethyl glycine) là hợp chất nitơ phi protein có nguồn gốc tự nhiên, có nhiều trong cá biển. Trong công nghiệp chế biến, betaine được sản xuất chủ yếu từ rỉ mật củ cải đường.
Betaine Hydrochloride (Betaine HCl) là hợp chất hữu cơ giống như vitamin có trong nhiều loại thực phẩm như củ cải đường, ngũ cốc và rau chân vịt (cải bó xôi). Betaine HCl được sử dụng làm nguồn bổ sung axit hydrochloric trong dạ dày, giúp ích cho những người bệnh bị rối loạn tiêu hóa như Hypochlorhydria (giảm tiết axit dạ dày).
Betaine được hấp thu vào tế bào ruột (enterocyte), sau đó các tế bào này lưu thông vào gan, ở đây betaine được tiết ra và được chuyển đổi thành betaine trong môi trường kiềm của ruột non, tạo ra môi trường thuận lợi cho tiêu hóa.